# イネビリズマブ
イネビリズマブ（Inebilizumab）は、成人の視神経脊髄炎スペクトラム障害（NMOSD）を治療する為の医薬品である。形質細胞やプラズマ細胞を含むCD19+ B細胞に結合し、これを除去するヒト化モノクローナル抗体である。
主な副作用は、尿路感染症、頭痛、関節痛（人工関節痛）、吐き気、腰痛などである。
米国食品医薬品局（FDA）は、本薬を画期的医薬品と位置付けている。

## 効能・効果
- 視神経脊髄炎スペクトラム障害（視神経脊髄炎を含む）の再発予防[6]

イネビリズマブは、抗アクアポリン-4抗体（AQP4抗体）を持つ成人の視神経脊髄炎スペクトラム障害（NMOSD）の治療に用いられる。
NMOSDは、免疫系細胞や自己抗体が視神経や脊髄を攻撃して損傷する稀な自己免疫疾患である。NMOSDは、アクアポリン-4（AQP4）と呼ばれるタンパク質に結合する抗体が原因であると考えられる。抗AQP4抗体の結合は、免疫系の他の構成要素を活性化し、中枢神経系に炎症や損傷を引き起こすと思われる。臨床的には、失明、下肢麻痺、感覚障害、膀胱機能障害、末梢神経痛などの神経学的障害を伴う発作/再燃が認められる。発作の度に障害が蓄積される為、NMOSD患者は慢性的に衰弱し、最終的に死に至る可能性がある。

## 警告
B細胞を減少させる他の薬剤をB型肝炎ウイルスキャリアの患者に投与した時、治療期間中または治療終了後に、劇症肝炎または肝炎の増悪、肝不全により死亡した症例がある旨の警告がなされている。

## 副作用
添付文書に記載されている重大な副作用は、
- 急性輸注反応（12.0%）

頭痛、悪心、傾眠、呼吸困難、発熱、筋肉痛、発疹等
- 感染症（12.4%）

細菌、真菌、ウイルスによる感染症
- 進行性多巣性白質脳症（PML）

意識障害、認知機能障害、麻痺症状（片麻痺、四肢麻痺）、構音障害、失語等
である。
イネビリズマブの米国の添付文書には、輸液反応、低ガンマグロブリン血症、進行性多巣性白質脳症や感染症のリスク増加、B型肝炎および結核の再活性化の可能性に関する警告が記載されている。
NMOSDの臨床試験で最も多く見られた副作用は、尿路感染、頭痛、関節痛、嘔気、腰痛であった。
発育中の胎児や新生児に害を及ぼす可能性がある為、妊婦にはイネビリズマブを投与出来ない。FDAは、生殖可能な年齢の女性に対し、イネビリズマブの治療中および最終投与後6ヵ月間は効果的な避妊を行うよう指導している。
弱毒生ワクチンまたは生ワクチンによるワクチン接種は、治療中は推奨されておらず、イネビリズマブの投与開始の少なくとも4週間前に実施する必要がある。

## 治験
NMOSDの治療に対するイネビリズマブの有効性は、230人の成人被験者を対象とした、イネビリズマブの静脈内投与の有効性と安全性を評価した臨床試験（NCT02200770）で実証された。本試験では、230名の参加者のうち213名がAQP4に対する抗体を持っていた（抗AQP4抗体陽性）。197日間の試験期間中、抗AQP4抗体陽性者161名にイネビリズマブを投与した処、プラセボ投与群と比較してNMOSDの再発リスクが77％減少した。抗AQP4抗体陰性の参加者では、有益性を示す証拠は見出されなかった。有効性の主要評価項目は、盲検化された独立判定委員会によって評価された、試験日197日目以前の最初の再発迄の時間であり、発作がプロトコルで定義された基準を満たしているか否かを併せて判定した。本試験は、北米、南米、欧州、アフリカ、アジア、豪州の24カ国（米国を含む）の82施設で実施された。

## 承認
イネビリズマブは、米国で希少疾病用医薬品に指定され、2020年6月に医療用医薬品として承認された。
日本では2020年2月に希少疾病用医薬品に指定され、2021年3月に承認された。

## 参考資料
1. 1 2 3 4 5 6  “Uplizna- inebilizumab injection”. DailyMed (2019年7月8日). 2020年6月13日閲覧。
2. ↑  “KEGG DRUG: イネビリズマブ”. www.kegg.jp. 2021年10月5日閲覧。
3. 1 2 3 4 5 6 7 8 9 10 11 12 13 14 15 16  "FDA Approves New Therapy for Rare Disease Affecting Optic Nerve, Spinal Cord". U.S. Food and Drug Administration (FDA) (Press release). 11 June 2020. 2020年6月12日閲覧。  この記述には、アメリカ合衆国内でパブリックドメインとなっている記述を含む。
4. ↑  "Viela Bio Announces U.S. FDA Approval of Uplizna (inebilizumab-cdon) for the Treatment of Neuromyelitis Optica Spectrum Disorder (NMOSD)". Viela Bio (Press release). 11 June 2020. GlobeNewswireより2020年6月12日閲覧。
5. ↑  “New Drug Therapy Approvals 2020”. U.S. Food and Drug Administration (FDA) (2020年12月31日). 2021年1月17日閲覧。  この記述には、アメリカ合衆国内でパブリックドメインとなっている記述を含む。
6. 1 2 3  “ユプリズナ点滴静注100mg 添付文書”. www.info.pmda.go.jp. 2021年10月6日閲覧。
7. ↑  “Portfolio”. Viela Bio.  オリジナルの2018年11月15日時点におけるアーカイブ。 2018年11月14日閲覧。
8. 1 2 3 4  “Drug Trials Snapshots: Uplizna”. U.S. Food and Drug Administration (FDA) (2010年6月11日). 2020年6月24日閲覧。  この記述には、アメリカ合衆国内でパブリックドメインとなっている記述を含む。
9. ↑  “視神経脊髄炎スペクトラム障害治療薬イネビリズマブ（MT-0551）国内での製造販売承認申請のお知らせ”. 田辺三菱製薬株式会社. 2021年10月6日閲覧。
10. ↑  “視神経脊髄炎治療薬イネビリズマブ発売／田辺三菱製薬｜CareNet.com”. CareNet.com. 2021年10月6日閲覧。

## 関連文献
- “Inebilizumab for the treatment of neuromyelitis optica spectrum disorder (N-MOmentum): a double-blind, randomised placebo-controlled phase 2/3 trial”. Lancet 394 (10206):  1352–1363. (October 2019). doi:10.1016/S0140-6736(19)31817-3. PMID 31495497.